# Der schwarze Kanal
Der schwarze Kanal (Le Canal noir) était une émission de propagande politique de la télévision nationale est-allemande Deutscher Fernsehfunk diffusée entre 1960 et 1989. Elle proposait des extraits choisis de programmes récemment diffusés sur les chaines de télévision ouest-allemande en y incluant un commentaire critique sur le régime occidental et favorable au régime communiste est-allemand.

Le logo de Der schwarze Kanal.

Karl Eduard von Schnitzler (1918–2001) présenta et assura les commentaires de l'émission pendant les trente années du programme.